# Kentarō Sawada
Kentarō Sawada (jap. 沢田 謙太郎 Sawada Kentarō; ur. 15 maja 1970) – japoński piłkarz, reprezentant kraju.

## Kariera klubowa
Od 1993 do 2003 roku występował w klubach Kashiwa Reysol i Sanfrecce Hiroszima.

## Kariera reprezentacyjna
W reprezentacji Japonii zadebiutował w 1995. W reprezentacji Japonii występował w latach 1995-1996. W sumie w reprezentacji wystąpił w 4 spotkaniach.

## Statystyki
| Reprezentacja Japonii | Reprezentacja Japonii | Reprezentacja Japonii |
| Rok                   | Mecze                 | Gole                  |
| --------------------- | --------------------- | --------------------- |
| 1995                  | 2                     | 0                     |
| 1996                  | 2                     | 0                     |
| Razem                 | 4                     | 0                     |